# Улица Калинина (Салават)
Улица Калинина (башк. Калинин урамы) — улица расположена в центре города.

## История
Застройка улицы Калинина началась в 1981 году. Улица застроена 4-5-этажными домами, а также есть три 12-этажных дома. Ранее на первом этаже дома 26-а располагались детская библиотека и читальный зал.

## Трасса
Улица Калинина начинается от улицы Вокзальная и заканчивается на ул. Лесопарковая
.
Пересекает улицы Уфимская, Ленина, Островского, 30 лет Победы,Губкина,Бекетова.

## Транспорт
По улице Калинина ходит автобус маршрутов № 3, 5, 6, 9.

## Примечательные здания и сооружения
- д. 40 — ООО «Мой банк»
- д. 54а — ООО Салаватжилсервис[3]
- д. 65 — агентство недвижимости «Султан»
- д. 67 — отделение банка «Уралсиб»
- д. 78 — Педагогический колледж